# Выборы в Европейский парламент в Эстонии (2009)
Выборы в Европарламент в Эстонии в 2009 году проходили 7 июня. На выборах разыгрывались все 6 депутатских мест Эстонии в Европарламенте. Явка на выборах составила 43,9%.

## Результаты
| Партия                                | Голосов          | Мест | Δ   |
| ------------------------------------- | ---------------- | ---- | --- |
| Центристская партия                   | 103 506 (26,07%) | 2    | ▲ 1 |
| Индрек Таранд (независимый кандидат)  | 102 460 (25,81%) | 1    |     |
| Партия Реформ                         | 60 877 (15,33%)  | 1    | ▬   |
| Союз Отечества и Res Publica          | 48 492 (12,22%)  | 1    | ▬   |
| Социал-демократическая партия Эстонии | 34 508 (8,69%)   | 1    | ▼ 2 |

## Депутаты от Эстонии в новом составе Европарламента
- Тунне Келам — Союз Отечества и Res Publica
- Кристийна Оюланд — Партия Реформ
- Сийри Овийр — Центристская партия
- Ивари Падар — Социал-демократическая партия Эстонии
- Вилья Сависаар — Центристская партия
- Индрек Таранд — независимый кандидат